# 鎌ケ谷市立鎌ケ谷小学校
鎌ケ谷市立鎌ケ谷小学校（かまがやしりつ かまがやしょうがっこう）は、千葉県鎌ケ谷市中央二丁目にある公立小学校。

## 沿革

### 前史
- 明治6年（1873年）8月 - 現在の南鎌ケ谷に柏井学校鎌ヶ谷分校が設立される。
- 明治7年（1874年）1月 - 柏井学校鎌ヶ谷分校が鎌ヶ谷小学校として独立し、開校。これを以て鎌ヶ谷小学校の創立とする。

### 統合以後
- 大正11年（1922年）5月22日 - 村内の鎌ヶ谷尋常小学校、中野尋常小学校、明尋常小学校の三校を統合し、本校の直接の前身である鎌ヶ谷尋常高等小学校が開校。道野辺字北下1000番地（現：道野辺中央四丁目）に校舎を新設し、旧鎌ヶ谷尋常小学校を尋常小学校第一分校、旧中野尋常小学校を尋常小学校第二分校、旧明尋常小学校を尋常小学校第三分校とする（高等科は道野辺の本校にのみ設置）。
- 昭和9年（1934年）5月31日 - 貴族院議員三橋弥より用地の寄付を受け、初富字富岡517番地（現在のショッピングプラザ鎌ヶ谷の位置）に移転。
- 昭和16年（1941年）4月1日 - 国民学校令施行により、鎌ヶ谷国民学校に改称。
- 昭和22年（1947年）4月1日 - 学制改革により、鎌ヶ谷村立鎌ヶ谷小学校に改称。
- 昭和33年（1958年）8月1日 - 町制施行により、鎌ヶ谷町立鎌ヶ谷小学校に改称。
- 昭和35年（1960年）10月 - 現行校歌制定（作詩勝承夫、作曲信時潔）。
- 昭和37年（1962年）4月 - 第一分校が鎌ヶ谷町立東部小学校として独立[1]。
- 昭和39年（1964年）4月 - 第三分校が鎌ヶ谷町立北部小学校として独立[1]。
- 昭和40年（1965年）4月 - 第二分校が鎌ヶ谷町立南部小学校として独立[1]。
- 昭和41年（1966年）4月 - 初富字稲荷前648番地（現在地）への移転を開始。
- 昭和42年（1967年）4月 - 鎌ヶ谷町立西部小学校が分離開校[1]。
- 昭和45年（1970年）4月 - 現校舎への移転完了。鎌ヶ谷町立中部小学校が分離開校[1]。
- 昭和46年（1971年）4月 - 体育館完成。
- 昭和46年（1971年）9月1日 - 市制施行により、鎌ヶ谷市立鎌ヶ谷小学校に改称。
- 昭和47年（1972年）9月 - プール完成。
- 昭和49年（1974年）4月 - 鎌ヶ谷市立初富小学校が分離開校[1]。
- 昭和52年（1977年）4月 - 鎌ヶ谷市立道野辺小学校が分離開校[1]。
- 昭和53年（1978年）4月 - 鎌ヶ谷市立五本松小学校が分離開校[1]。
- 昭和56年（1981年）6月1日 - 住居表示実施により、所在地の住所が中央二丁目1-1となる。
- 平成11年（1999年）6月30日 - 市の方針により、公文書上での地名表記が「鎌ケ谷」と定められる[2]。

- 平成15年（2013年）4月 - 学童保育を開始。

## 学区
- 大字初富のうち 377番地-378番地の全部と、929番地の一部
- 南初富二丁目のうち 1番の19号-45号
- 南初富三丁目のうち 18番-22番
- 南初富四丁目・五丁目・六丁目（全域）
- 中央一丁目のうち 1番-8番、19番-20番
- 中央二丁目のうち 1番-2番の全部と、3番の一部
- 富岡一丁目のうち 1番-9番、10番の1号-18号
- 富岡二丁目（全域）
- 富岡三丁目のうち 1番-30番
- 右京塚のうち 1番
- 初富本町（全域）
- 新鎌ケ谷一丁目のうち 1番-13番
- 新鎌ケ谷二丁目のうち 1番-6番
- 新鎌ケ谷三丁目のうち 1番-2番
- 道野辺中央一丁目（全域）
- 道野辺本町一丁目（全域）
- 大字中沢のうち 1556番地
- 東中沢一丁目のうち 3番-4番
- 東中沢二丁目のうち 1番の1号-24号、2番-13番
- 北中沢一丁目のうち 2番-13番

※2022年9月改定

## 出身者
- 皆川圭一郎 - 第2代鎌ケ谷市長
- 芝田裕美 - 第4代鎌ケ谷市長